# Mina Eureka
La mina Eureka és una mina, actualment abandonada, que es troba al poble de Castell-estaó (Pallars Jussà), a ambdues ribes del riu Flamisell. Tot i que mai es va arribar a explotar com a mina la infraestructura es va instal·lar sota un permís d'investigació i com a part de treballs d'investigació entre els anys 1962 i 1965, quan es van obrir les quatre galeries que avui podem reconèixer.

## Mineralització
Està situada en una de les mineralitzacions de coure, urani i vanadi que es trobés en els gresos del Triàsic inferior a la zona de trànsit entre Budsanstein i el Permià, en el que es coneix com un "red-bed". És un dipòsit polifàsic en què hi ha tres etapes diferents de la mineralització:

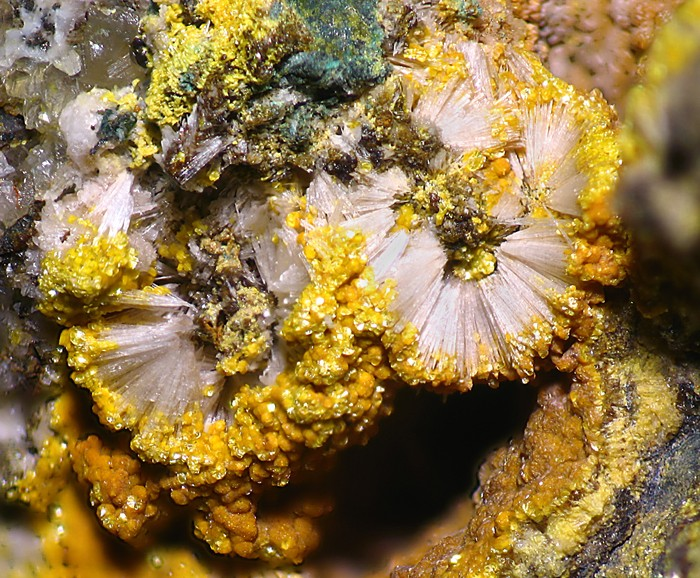
Tiuiamunita, extreta de la mina.

- Primària: estratoligada. És la més important. Es troba relacionada amb processos en un ambient molt reduït (redox) amb alguns nivells de matèria orgànica i que es caracteritza per un canvi de color de l'arenisca vermella. Es compon de grans mil·limètrics d'una complexa sèrie de sulfurs i sulfosals-Cu-Fe-Zn-Bi-Co-Ni-Sb-As-Se i òxids de U-V i silicats.

- Secundària: formació de filons. Els petits filons es formen mitjançant el farciment de juntes de remobilització relacionats amb els moviments tectònics (deformació alpina). La seva composició és principalment de quars-ankerita i de sulfurs de coure.

- Terciària: supergènica. Aquesta fase d'alteració forma una àmplia gamma de minerals secundaris, sent particularment ampli i variat en el cas de l'urani. Finalment, en aquesta fase hi ha una sèrie de minerals de neoformació dipositats sobre les parets de l'interior de les galeries.

## Minerals
S'hi pot trobar principalment quars i barita, així com diversos sulfurs i carbonats com l'ankerita, i minerals d'urani com l'andersonita o la uraninita. Destaca el descobriment de l'abellaïta, un mineral de la classe dels carbonats, el primer mineral en ser descobert a Catalunya.
Aquesta mina ha sigut el segon jaciment en el món on s'ha trobat Cejkaïta, una espècie mineral molt rara, així com d'altres minerals rars d'urani com l'arsenuranilita, la compreignacita o la natrozippeïta. Més recentment, la paragènesi de la mina s'ha ampliat amb la troballa de boltwoodita, devillina, gordaïta, lavendulana, metamunirita, schröckingerita i volborthita.